# Borwick
Borwick är en ort och civil parish i Storbritannien.   Den ligger i grevskapet Lancashire och riksdelen England, i den centrala delen av landet, 300 km nordväst om huvudstaden London. Borwick ligger 30 meter över havet och antalet invånare är 181.
Terrängen runt Borwick är platt västerut, men österut är den kuperad. Runt Borwick är det ganska tätbefolkat, med 214 invånare per kvadratkilometer. Närmaste större samhälle är Morecambe, 12,7 km sydväst om Borwick. Trakten runt Borwick består i huvudsak av gräsmarker.